# I, Monster
I, Monster (em português: O soro maldito) é um filme de terror britânico de 1971 dirigido por Stephen Weeks para a Amicus Productions. É uma adaptação de Robert Louis Stevenson The Strange Case of Dr. Jekyll and Mr. Hyde, com os principais personagens alterados para Dr. Charles Marlowe e Mr. Edward Blake.

## Sinopse
O psicólogo Charles Marlowe (Christopher Lee) inventa uma droga que libera as inibições de seus pacientes, mas quando ele a testa em si mesmo, se torna o cruel e imoral Edward Blake, que se direciona para o crime. Utterson (Peter Cushing), o advogado de Marlowe, acredita que Blake está chantageando seu amigo até que ele descobre a verdade.

## Elenco
- Christopher Lee - Dr. Charles Marlowe / Edward Blake
- Peter Cushing - Frederick Utterson
- Mike Corvo - Enfield
- Richard Hurndall - Dr. Lanyon
- George Merritt - Poole
- Kenneth J. Warren - Mr. Deane
- Susan Jameson - Diane Thomas
- Marjie Lawrence - Annie
- Aimée Delamain - Proprietária
- Michael Des Barres - Boy em Alley
- Lesley Judd - Woman in Alley (sem créditos)
- Ian McCulloch - Man at Bar (sem créditos)

## Produção
É estrelado por Christopher Lee, como o doutor e seu alter ego, e Peter Cushing como Frederick Utterson, um personagem central na história original de Stevenson. Mike Corvo e Susan Jameson também estrelam. Foi fotografado por Moray Grant, com música de Carl Davis.A intenção era a de ser filmado em 3-D, mas o processo foi abortado.